# Bernard de Behendige
Bernard van Silezië, bijgenaamd 'Zwinny', de Behendige, (1253/1257 - 25 april 1286) was een zoon van Bolesław II van Liegnitz en Hedwig van Anhalt. Na de dood van hun vader in 1278 erfden de broers Bolko en Bernard de Behendige het hertogdom Jauer, terwijl hun oudere broer Hendrik V de Dikke zich meester maakte van Liegnitz. In 1281 verdeelden zij het gebied: Bolko kreeg Jauer en Bernard Löwenberg. Hij overleed zonder nakomelingen; Löwenberg ging weer terug naar Bolko I de Strenge.